# Puntate di Techetechete' (undicesima stagione)

Logo del programma in uso nell'undicesima stagione.

L'undicesima stagione del programma televisivo italiano di videoframmenti Techetechete', denominata Il meglio della TV e composta da 57 puntate, è andata in onda in access prime time su Rai 1 dal 4 luglio al 6 settembre 2021.

## Caratteristiche
L'undicesima stagione del programma ricalca sostanzialmente quella precedente.

## Puntate
| Puntata       | Messa in onda | Tema                   | Titolo                                   | Note                                                                                              | Autore                                   | Telespettatori | Share  | Fonte  |
| ------------- | ------------- | ---------------------- | ---------------------------------------- | ------------------------------------------------------------------------------------------------- | ---------------------------------------- | -------------- | ------ | ------ |
| 1             | 4 luglio      | Numeri Uno             | Nata il 4 luglio                         | Puntata dedicata a Gina Lollobrigida                                                              | Massimiliano Canè                        | 3.133.000      | 17,34% | [ 1 ]  |
| 2             | 5 luglio      | -                      | Tutti pazzi per Raffaella                | Puntata dedicata al ricordo di Raffaella Carrà nel giorno della sua scomparsa (replica)           | Salvo Guercio                            | 4.509.000      | 22,31% | [ 2 ]  |
| 3             | 8 luglio      | Calciatori in TV       | Calciatori... che spettacolo!            | Puntata dedicata ai calciatori in TV                                                              | Alessandro Mannino                       | 2.998.000      | 15,54% | [ 3 ]  |
| 4             | 10 luglio     | Raffaella              | Raffaella per sempre                     | Puntata dedicata al ricordo di Raffaella Carrà                                                    | Massimiliano Canè                        | 3.079.000      | 19,84% | [ 4 ]  |
| 5             | 12 luglio     | -                      | L'Italia s'è desta                       | Puntata dedicata agli europei di calcio appena conclusi, vinti dalla Nazionale italiana di calcio | Massimiliano Canè                        | 4.201.000      | 21,22% | [ 5 ]  |
| 6             | 13 luglio     | Anni '50               | I favolosi anni '50                      | Puntata dedicata agli anni cinquanta                                                              | Fausto Massa                             | 3.372.000      | 16,93% | [ 6 ]  |
| 7             | 14 luglio     | Jukebox                | Cantare i colori                         | Puntata dedicata alle canzoni contenenti colori nel testo o nel titolo                            | Giulio Calcinari                         | 3.438.000      | 17,76% | [ 7 ]  |
| 8             | 16 luglio     | Jukebox                | Due come noi                             | Puntata dedicata ai duetti                                                                        | Vittorio Ripoli                          | 3.264.000      | 16,95% | [ 8 ]  |
| 9             | 17 luglio     | Numeri Uno             | Milva - Il bacio della pantera           | Puntata dedicata a Milva                                                                          | Massimiliano Canè                        | 3.010.000      | 18,04% | [ 9 ]  |
| 10            | 18 luglio     | Numeri Uno             | Arborissimo                              | Puntata dedicata a Renzo Arbore                                                                   | Luca Rea                                 | 3.212.000      | 17,36% | [ 10 ] |
| 11            | 19 luglio     | Sanremo Graffiti       | Sanremo... Oltre le gambe c'è di più     | Puntata dedicata alle presenze femminili del Festival di Sanremo                                  | Salvo Guercio                            | 3.467.000      | 17,57% | [ 11 ] |
| 12            | 20 luglio     | Anni '60               | I favolosi anni '60                      | Puntata dedicata agli anni '60                                                                    | Massimiliano Canè                        | 3.375.000      | 18,14% | [ 12 ] |
| 13            | 21 luglio     | Estate                 | Voglio andare al mare                    | Puntata dedicata all'estate                                                                       | Elisabetta Barduagni                     | 3.325.000      | 18,31% | [ 13 ] |
| 14            | 22 luglio     | Numeri Uno             | Lina anema e core                        | Puntata dedicata a Lina Sastri                                                                    | Vittorio Ripoli                          | 2.741.000      | 15,07% | [ 14 ] |
| 15            | 23 luglio     | Jukebox                | Una donna una canzone                    | Puntata dedicata alle canzoni dedicate alle donne                                                 | Vito Simone                              | 3.122.000      | 18,22% | [ 15 ] |
| 16            | 24 luglio     | Serata di gala         | Dolly Sisters                            | Puntata dedicata alle Gemelle Kessler                                                             | Elisabetta Barduagni                     | 2.665.000      | 17,45% | [ 16 ] |
| 17            | 25 luglio     | Numeri Uno             | L'essere speciale                        | Puntata dedicata a Franco Battiato                                                                | Salvo Guercio                            | 3.358.000      | 19,26% | [ 17 ] |
| 18            | 26 luglio     | Sanremo Graffiti       | Beati tra gli ultimi...                  | Puntata dedicata ai cantanti arrivati ultimi al Festival di Sanremo                               | Vittorio Ripoli                          | 3.278.000      | 17,08% | [ 18 ] |
| 19            | 27 luglio     | Esordi in TV           | Stasera debutto                          | Puntata dedicata ai debutti televisivi                                                            | Fausto Massa                             | 3.585.000      | 18,89% | [ 19 ] |
| 20            | 28 luglio     | Lacrime                | Una lacrima sul video                    | Puntata dedicata alle lacrime in TV                                                               | Massimiliano Canè                        | 3.004.000      | 16,89% | [ 20 ] |
| 21            | 30 luglio     | Jukebox                | Cantautori                               | Puntata dedicata ai cantautori                                                                    | Ermanno Labianca                         | 2.732.000      | 16,47% | [ 21 ] |
| 22            | 31 luglio     | Serata di gala         | La la Landi                              | Puntata dedicata ai programmi scritti da Gino Landi                                               | Giulio Calcinari                         | 2.475.000      | 15,84% | [ 22 ] |
| 23            | 1º agosto     | Numeri Uno             | E cantava le canzoni                     | Puntata dedicata a Rino Gaetano                                                                   | Luca Rea                                 | 3.020.000      | 17,79% | [ 23 ] |
| 24            | 2 agosto      | Sanremo Graffiti       | Sanremo Style                            | Puntata dedicata agli abiti e alle acconciature del Festival di Sanremo                           | Giulio Calcinari                         | 3.165.000      | 17,05% | [ 24 ] |
| 25            | 3 agosto      | Anni '70               | I favolosi anni '70                      | Puntata dedicata agli anni '70                                                                    | Elisabetta Barduagni                     | 3.089.000      | 16,91% | [ 25 ] |
| 26            | 4 agosto      | Sorrisi e cartoni      | Sorrisi e cartoni                        | Puntata dedicata ai programmi e cartoni per bambini                                               | Salvo Guercio                            | 3.057.000      | 17,00% | [ 26 ] |
| 27            | 5 agosto      | Raffaella & Friends    | Raffaella & Friends                      | Puntata dedicata ai duetti di Raffaella Carrà ad un mese dalla sua scomparsa                      | Luca Rea                                 | 3.059.000      | 17,56% | [ 27 ] |
| 28            | 6 agosto      | Jukebox                | Cantanapoli                              | Puntata dedicata alle canzoni napoletane                                                          | Emilio Levi                              | 2.793.000      | 16,97% | [ 28 ] |
| 29            | 7 agosto      | Serata di gala         | Avanti bionda                            | Puntata dedicata alle bionde della TV                                                             | Vittorio Ripoli                          | 2.747.000      | 18,31% | [ 29 ] |
| 30            | 8 agosto      | Numeri Uno             | ...a modo mio                            | Puntata dedicata al ricordo di Gianni Nazzaro                                                     | Massimiliano Canè                        | 3.087.000      | 19,60% | [ 30 ] |
| 31            | 9 agosto      | Sanremo Graffiti       | Papaveri e Paprika                       | Puntata dedicata alle papere del Festival di Sanremo                                              | Massimiliano Canè                        | 3.667.000      | 21,64% | [ 31 ] |
| 32            | 10 agosto     | Anni '80               | I favolosi anni '80                      | Puntata dedicata agli anni '80                                                                    | Emilio Levi                              | 3.325.000      | 20,30% | [ 32 ] |
| 33            | 11 agosto     | Domenica in            | Domenica in graffiti                     | Puntata dedicata a Domenica In                                                                    | Luca Rea                                 | 3.033.000      | 19,00% | [ 33 ] |
| 34            | 12 agosto     | Numeri Uno             | Noi ci saremo - I Nomadi                 | Puntata dedicata ai Nomadi                                                                        | Massimiliano Canè                        | 2.989.000      | 19,10% | [ 34 ] |
| 35            | 13 agosto     | Jukebox                | Cantautori Bis                           | Puntata dedicata ai cantautori                                                                    | Ermanno Labianca                         | 2.894.000      | 20,00% | [ 35 ] |
| 36            | 14 agosto     | La città eterna        | Roma nun fa' la stupida...               | Puntata dedicata a Roma                                                                           | Ermanno Labianca                         | 2.878.000      | 20,90% | [ 36 ] |
| 37            | 15 agosto     | Numeri Uno             | Topo Gigio & Friends                     | Puntata dedicata a Topo Gigio                                                                     | Giulio Calcinari                         | 2.243.000      | 16,30% | [ 37 ] |
| 38            | 16 agosto     | Sanremo Graffiti       | Sanremo Evolution                        | Puntata dedicata all'evoluzione del Festival di Sanremo                                           | Emilio Levi                              | 3.198.000      | 19,50% | [ 38 ] |
| 39            | 17 agosto     | Anni '90               | I favolosi anni '90                      | Puntata dedicata agli anni '90                                                                    | Giulio Calcinari                         | 3.105.000      | 19,00% | [ 39 ] |
| 40            | 18 agosto     | Se telefonando...      | Se telefonando...                        | Puntata dedicata al telefono                                                                      | Ermanno Labianca                         | 3.417.000      | 21,10% | [ 40 ] |
| 41            | 19 agosto     | Numeri Uno             | Gianni Morandi - Immagini di un successo | Puntata dedicata a Gianni Morandi                                                                 | Giulio Calcinari                         | 3.324.000      | 20,60% | [ 41 ] |
| 42            | 20 agosto     | Jukebox                | 80 voglia di '80                         | Puntata dedicata alle canzoni degli anni '80                                                      | Fausto Massa                             | 3.349.000      | 21,00% | [ 42 ] |
| 43            | 21 agosto     | Serata di gala         | Ciao Nicoletta e Stasera il varietà      | Anteprima dedicata alla scomparsa di Nicoletta Orsomando. In seguito puntata dedicata al varietà  | Salvo Guercio                            | 3.149.000      | 21,40% | [ 43 ] |
| 44            | 22 agosto     | Numeri Uno             | Mariangela Melato - Sola me ne vo        | Puntata dedicata a Mariangela Melato                                                              | Giulio Calcinari                         | 3.098.000      | 19,37% | [ 44 ] |
| 45            | 23 agosto     | -                      | Nicoletta signorina buonasera            | Puntata dedicata alle signorine buonasera e al ricordo di Nicoletta Orsomando                     | Elisabetta Barduagni e Massimiliano Canè | 3.561.000      | 18,90% | [ 45 ] |
| 46            | 24 agosto     | Sanremo Graffiti       | Sanremo Cult                             | Puntata dedicata ai momenti cult del Festival di Sanremo                                          | Luca Rea                                 | 3.727.000      | 20,08% | [ 46 ] |
| 47            | 25 agosto     | Night                  | Ma che ne sai...                         | Puntata dedicata al night                                                                         | Emilio Levi                              | 3.589.000      | 19,39% | [ 47 ] |
| 48            | 26 agosto     | Numeri Uno             | Il big Little Tony                       | Puntata dedicata a Little Tony                                                                    | Elisabetta Barduagni                     | 3.400.000      | 18,86% | [ 48 ] |
| 49            | 27 agosto     | Jukebox                | Disco-teca italiana                      | Puntata dedicata alle canzoni da discoteca italiane                                               | Salvo Guercio                            | 3.413.000      | 19,08% | [ 49 ] |
| 50            | 28 agosto     | Serata di gala         | Li ho inventati io!                      | Puntata dedicata ai personaggi scoperti da Pippo Baudo                                            | Vittorio Ripoli                          | 3.177.000      | 19,48% | [ 50 ] |
| 51            | 29 agosto     | Numeri Uno             | In arte Massimo Ranieri                  | Puntata dedicata a Massimo Ranieri                                                                | Emilio Levi                              | 3.707.000      | 19,92% | [ 51 ] |
| 52            | 30 agosto     | Cantafestival          | Festivalmania                            | Puntata dedicata ai festival minori                                                               | Luca Rea                                 | 3.872.000      | 18,88% | [ 52 ] |
| 53            | 31 agosto     | Amore                  | Che cos'è l'amore?                       | Puntata dedicata all'amore                                                                        | Elisabetta Barduagni                     | 4.001.000      | 19,56% | [ 53 ] |
| 54            | 1º settembre  | Il bello della diretta | Il bello della diretta                   | Puntata dedicata alle gaffe, ai litigi e agli imprevisti avvenuti in TV                           | Fausto Massa                             | 3.963.000      | 19,70% | [ 54 ] |
| 55            | 3 settembre   | Numeri Uno             | Dalida in paradisco                      | Puntata dedicata a Dalida                                                                         | Massimiliano Canè                        | 3.488.000      | 17,70% | [ 55 ] |
| 56            | 4 settembre   | -                      | Raffaella, forte forte forte             | Puntata dedicata a Raffaella Carrà a due mesi dalla sua scomparsa                                 | Vito Simone                              | 2.924.000      | 16,08% | [ 56 ] |
| 57            | 6 settembre   | Numeri Uno             | Milly e una notte                        | Puntata dedicata a Milly Carlucci                                                                 | Fausto Massa                             | 3.879.000      | 18,44% | [ 57 ] |
| Media Auditel | Media Auditel | Media Auditel          | Media Auditel                            | Media Auditel                                                                                     | Media Auditel                            | 3.260.000      | 18,6%  |        |